# Howard Crossett
Howard Crossett   (Essex, 22 de juliol de 1918 - Lebanon, 30 de juny de 1968) fou un pilot de bob estatunidenc que va competir a començament de la dècada de 1950.
El 1952 va prendre part en els Jocs Olímpics d'Hivern d'Oslo, on guanyà la medalla de plata en la prova del bobs a quatre del programa de bob. Va formar equip amb Stanley Benham, Patrick Martin i James Atkinson.